# Christopher Ramírez
Danis Christopher Ramírez (sinh ngày 2 tháng 2 năm 1990 ở San Salvador) là một cầu thủ bóng đá người El Salvador.

## Sự nghiệp
Ramírez bắt đầu sự nghiệp ở đội dự bị Atlético Marte, trước khi gia nhập đội chính năm 2011.
Trong 4 năm, anh chơi 98 trận và ghi 29 bàn thắng, trở thành cầu thủ ghi nhiều bàn thắng nhất ở thể thức Apertura/Clausura.
Anh ký hợp đồng với Orange County Blues FC của USL năm 2015, nơi anh ghi 8 bàn sau 25 trận và xếp thứ nhất Western Conference.
Tháng 12, hợp đồng cho mượn hết hạn và anh trở lại Atlético Marte.

## Danh hiệu
- Orange County Blues
  - United Soccer League Western Conference (Mùa giải chính thức) (1): 2015